# Герберт Кікль
Герберт Кікль (нім. Herbert Kickl; нар. 19 жовтня 1968, Філлах, Каринтія, Австрія) — австрійський політик, який з червня 2021 року очолює Австрійську партію свободи (FPÖ). У 2017—2019 роках обіймав посаду міністра внутрішніх справ і генерального секретаря FPÖ з 2005 по 2018 рік. Його описують як ультраправого а такж проросійського політика, він називає себе Volkskanzler (народний канцлер) і виступає за Австрію фортецю і рееміграцію.
Став знаний як керівник кампанії FPÖ та спічрайтер Йорга Гайдера протягом 2000-х років. Після розколу партії 2005 року став генеральним секретарем й одним з її ключових лідерів. 2017 року призначений федеральним міністром внутрішніх справ у першому уряді Курца. У лютому 2018 року наказав провести суперечливий рейд у Федеральному відомстві із захисту конституції та боротьби з тероризмом, вилучивши дані про правоекстремістські групи, зокрема нового правого Ідентариського руху Австрії, близького до FPÖ. Його звільнили з посади у травні 2019 року через Ібіцу-гейт, хоча він не був особисто причетним. Повернувся до Національрат, де з 2019 року очолював фракцію FPÖ.

## Молодість й освіта
Виріс у сім'ї робітника і навчався в початковій школі в Радентайні. Закінчив гімназію в Шпітталь-ан-дер-Драу разом з майбутнім лідером Зелених Євою Главішніг. Військову службу в гірських військах проходив однорічним охотником у 1987—1988 роках. Почав вивчати журналістику та політологію у Віденському університеті, а з 1989 року — філософію та історію. Він не здобув жодного ступеня.

## Політична кар'єра
У 1995—2001 роках працював у партійній академії FPÖ у сфері стратегії та змісту кампанії, 2001 року піднявшись до заступника виконавчого директора. Після Кніттельфельдського путчу 2002 року став виконавчим директором й обіймав цю посаду до 2006 року. На цій посаді був спічрайтером багаторічного лідера FPÖ Йорга Гайдера. Серед іншого, писав провокаційні заяви про президента Франції Жака Ширака та президента Віденського ізраелітського товариства Аріеля Музіканта.
2005 року Гайдер залишив партію і заснував Альянс за майбутнє Австрії, Кікль залишився з FPÖ і став одним з його найсуворіших критиків. Після цього обраний генеральним секретарем FPÖ (на посаді до 2018 року) і директором партійної газети «Neue Freie Zeitung» (на посаді до 2017 року). Як генеральний секретар, відповідав за зв'язки з громадськістю та внутрішню комунікацію, і вважався головним стратегом FPÖ та «правою рукою» лідера Гайнца-Крістіана Штрахе. 2006 року обраний до Національрату і працював заступником голови парламентської фракції FPÖ. У 2016—2021 роках був президентом Інституту освіти FPÖ.

### Міністр внутрішніх справ
Після парламентських виборів в Австрії 2017 року FPÖ приєдналася до федерального уряду як молодший партнер Австрійської народної партії (ÖVP). 17 грудня склав присягу як федеральний міністр внутрішніх справ. На цій посаді був замішаний у низці скандалів. Його звинуватили в тому, що він не взяв на себе серйозної відповідальності як міністр, натомість діяв так, ніби усе ще перебуває в опозиції, а також у зловживанні своїм службовим становищем і сприянні розвитку далекого від ліберальної демократії та верховенства права.
На пресконференції 11 січня 2018 року Кікль сказав, що хоче створити «сервісні центри й інфраструктуру, які дозволили б владі зосереджувати шукачів притулку в одному місці», що широко витлумачили як натяк на концентраційні табори, хоча він заперечував провокаційне підґрунтя.
У березні 2018 року відсторонив Пітера Грідлінга, голову Федерального відомства із захисту конституції та боротьби з тероризмом (BVT), і наказав провести рейди в його офісах і будинках співробітників, вилучивши дев'ятнадцять гігабайтів даних. Кікль стверджував, що його дії були зумовлені нездатністю Грідлінга й агентства видалити конфіденційні дані. Його дії розкритикували опозиційні політики, які звинуватили його в прагненні підірвати незалежність BVT і захистити праві екстремістських груп близьких до FPÖ. Президент Австрії Александер Ван дер Беллен назвав ці події «надзвичайно незвичайними та бентежними». Речник уряду з питань безпеки Вернер Амон заявив, що міністерство внутрішніх справ не спрацювало належним чином і що необдумані обшуки в будинках співробітників не є звичайною процедурою.
У вересні 2018 року його розкритикували після того, як у поліції з'явився електронний лист, надісланий його речником міністрам, в якому він рекомендував обмежити контакти з важливими ЗМІ до мінімуму. Це викликало критику з боку канцлера Себастьяна Курца, який засудив «будь-яке обмеження свободи преси». Кікль заявив, що не схвалює вміст електронного листа, а FPÖ звинуватила ЗМІ у скоординованому полюванні на відьом проти нього. Кікля також звинувачували у використанні поліції в політичних цілях, поданні судових скарг проти окремих осіб і журналістів, які писали про нього негативно.
У січні 2019 року вимагав пришвидшити депортацію біженців, які вчинили злочини, заявивши, що депортація має бути можливою одразу, до завершення повного судового процесу. Пізніше змінив позицію, заявивши, що перед депортацією має бути проведений повний судовий процес, але далі сказав: «Я вважаю, що закон має слідувати політиці, а не політика слідувати закону». Він поставив під сумнів необхідність угод про права людини, зокрема Європейську конвенцію з прав людини, стверджуючи, що вони «заважають нам робити те, що необхідно». За ці заяви його широко критикували, їх сприйняли як напад на верховенство права, зокрема з боку членів уряду ÖVP, президента Ван дер Беллена, різних асоціацій суддів і адвокатів, президента Віденського ізраелітського товариства Оскара Дойча..
На початку 2019 року запропонував внести зміни до конституції, щоб дозволити превентивне затримання шукачів притулку, які можуть вважатися загрозою громадській безпеці. Лідер NEOS Беате Майнл-Рейзінгер відмовилася розглядати обговорення такої поправки, критикуючи затримання, основане лише на потенційній небезпеці, як рису авторитарних режимів. Кікль запропонував запровадити комендантську годину для шукачів притулку з 22:00 до 6:00 на добровільній основі та прокоментував: «Якщо вони не хочуть цього робити, ми знайдемо для них місце, де буде мало стимулів тинятися». Він заявив, що метою нового посилення закону — зробити фактично неможливим подати заяву на отримання притулку в Австрії. Він оголосив, що центри прийому біженців з березня перейменують на «центри відправлення», що соціальний психолог Клаус Оттомейєр назвав «чистим садизмом».
Як міністром внутрішніх справ наполягав на розширенні та посиленні Федеральної поліції. Програма уряду ÖVP–FPÖ містила плани найняти 4100 нових поліціянтів. У квітні 2018 року міністерство оголосило, що спеціальному відділу поліції Відня буде дозволено використовувати електрошокери, як й іншим спецпідрозділам. У серпні оголосив про плани створити резервні підрозділи в усіх дев'яти землях. Крім того, створили новий підрозділ охорони кордону «Пума». Уряд також запустив пілотну програму запровадження кінної поліції, яка виявилася невдалою. Витрати на проєкт склали близько €2,5 млн.

#### Звільнення
17 травня 2019 року в пресі оприлюднили таємно записане відео з політиками FPÖ Гайнцом-Крістіаном Штрахе та Йоганном Гуденусом. На відео чоловіки схоже приймають пропозиції Альони Макарової, яка видавала себе за племінницю російського бізнесмена Ігоря Макарова, вона запропонувала отримати своїй партії позитивні новини в обмін на державні контракти. Штрахе та Гуденус також натякали на корупцію, пов'язану з іншими багатими донорами FPÖ у Європі та інших країнах. Після оприлюднення тодішній віцеканцлер Штрахе пішов у відставку з усіх політичних посад.
За словами канцлера Себастьяна Курца, як генеральний секретар FPÖ, Кікль відповідав головно за управління фінансами партії. Він заявив, що тому було б недоцільно, щоб міністерство внутрішніх справ, яке проводитиме розслідування скандалу, було під контролем Кікля. З цієї причини, а також тому, що, на думку Курца, він не сприйняв серйозність ситуації, він звернувся до президента Александера Ван дер Беллена щодо звільнення Кікля з посади міністра внутрішніх справ. Його звільнили 22 травня. Таким чином, Кікль став першим федеральним міністром у Другій республіці, якого було усунено з посади проти його волі. У відповідь решта міністрів FPÖ пішли у відставку, а партія вийшла з коаліції, що спонукало Курца оголосити дострокові вибори.

### Голова парламенту FPÖ
24 травня Кікль повернувся до Національрату і став керівником парламентської фракції FPÖ. Його переобрали на вересневих виборах. Він отримав понад 75 000 голосів, що є другим найбільшим показником після Себастьяна Курца та перевищив вдвічі результат головного кандидата і лідер FPÖ Норберт Гофер. Після виборів очолив фракцію FPÖ.
Кікля і Гофера вважали неофіційною «парою лідерів», які часто конфліктували. Гофер прагнув дотримуватись поміркованої позиції, Кікль позиціював себе як «справжнього лідера партії» та наполягав на жорсткій позиції з низки питань. Він зайняв жорстку позицію проти відповіді уряду на пандемію COVID-19, поширював дезінформацію, виступав проти вакцинації та відвідував акції протесту проти карантину. Його розкритикував Гофер через відмову носити маску в Національраті.

### Голова FPÖ
У травні 2021 року висловив бажання балотуватися як головний кандидат від FPÖ на наступних федеральних виборах. 1 червня Гофер оголосив про свою відставку з посади голови партії. Кікль був єдиним кандидатом на його місце. Одноголосно призначений головою виконавчого комітету 7 червня і підтверджений 19 червня з підтримкою 88 %.
У травні 2019 року заявив, що підозра в тому, що Мартін Зельнер, голова Ідентариського руху Австрії є частиною правої мережі, не є «нічим новим», він знайшов рух «цікавим проєктом, гідним підтримки».

## Політичні погляди
Його називають ультраправим політиком.
2016 року привернув увагу як головний доповідач конференції «Захисники Європи» в Лінці, яка організували та відвідали різні ультраправі, антисемітські та расистські групи та діячі, зокрема ультраправі ЗМІ, як-от «Compact» та австрійські та німецькі неонацистські групи. «Wiener Zeitung» описала це як спробу стерти межі між новими правими, правим популізмом і класичним правим екстремізмом. Відтоді Кікль підтримує зв'язки з багатьма подібними групами. Під час формування уряду 2017 року з ÖVP заявив, що його мета в політиці — «зробити суспільство більш справедливим». За його словами, суспільство є справедливим, коли людина може утримувати свою сім'ю за допомогою оплачуваної роботи та жити самостійним життям без «соціальної залежності».
2018 року виступав проти кроків FPÖ, спрямованих на дистанціювання від ідентитаризму. Під час виборів 2019 року, лідер ідентариського руху Мартін Селнер купив рекламу, що заохочувала голоси за Кікля. Під час пандемії COVID-19 регулярно відвідував мітинги та виступав на них разом з ультраправими активістами, зокрема неонацистом Готфрідом Кюсселем.

### Імміграція та мультикультуралізм
Як і більшість членів його партії, рішуче виступає проти імміграції та за його словами «зловживанням системою надання притулку». Вважає, що ісламу не місце в Європі, і що інтеграція мусульманських іммігрантів не може «розв'язати проблему ісламських контркультур». Навпаки, імміграція має бути суворо обмежена. Як міністр внутрішніх справ виступав за швидку депортацію біженців, які вчинили злочини. Запропонував Австрії вийти з угод про права людини, якщо вони «заважають нам робити те, що необхідно», висловивши переконання, що «закон має слідувати політиці, а не політика слідувати закону». Він заявив, що метою його політики щодо біженців було зробити фактично неможливим подання заяви на отримання притулку в Австрії. На початку 2023 року запустив широку кампанію під гаслом «Фортеця Австрія — закриті кордони — безпека гарантована».

### Зовнішня політика
Підтримує тісні стосунки партії з Володимиром Путіним і Єдиною Росією. 2018 року на посаді міністра внутрішніх справ прагнув співпрацювати з російським урядом щодо реагування на стихійні лиха та боротьби з організованою злочинністю та тероризмом. У радіоінтерв'ю відкинув критику авторитарної політики російського президента. У 2019 році в Австрії розгорівся скандал, відомий як «Ібіца-гейт». На відеозаписі з прихованої камери на віллі на іспанському острові Ібіца тодішній віцеканцлер і лідер FPÖ Гайнц-Крістіан Штрахе перед парламентськими виборами 2017 року обіцяє ймовірній "племінниці російського олігарха" держконтракти в обмін на фінансову та медійну підтримку його передвиборчої кампанії.

#### Погляди щодо російського вторгнення в Україну
Після російського вторгнення в Україну у 2022 році заявив, що Росія і НАТО несуть відповідальність за вторгнення, і що санкції, запроваджені проти Росії, є порушенням нейтралітету Австрії. Називає НАТО винуватцем війни в Україні, а також заявляє, що війна вигідна насамперед США. Виступив проти планів Австрії приймати українських біженців. У березні 2023 року Кікль і FPÖ вийшли з парламенту під час звернення президента України Володимира Зеленського. Закликав до скасування санкцій проти Росії. Є лоббістом постачання російських енергоносіїв у Австрію.
Навесні 2025 року австрійська поліція затримала Егісто Отта — колишнього агента австрійської розвідки, якого підозрюють у шпигунстві на користь Росії. За даними ЗМІ, що Отт нібито допоміг Марсалеку, який згодом утік у Росію, створити шпигунський осередок для російських спецслужб. Австрійська розвідка підозрює, що Марсалек від імені Москви співпрацював із FPÖ у той час, коли Кікл був міністром внутрішніх справ.
У червні 2025 року Герберт Кікль публічно обурився, коментуючи ймовірний візит Зеленського до Австрії. Це «зовнішньополітичний промах», який, на його думку, «робить Австрію потенційною мішенню в разі ескалації». Також він заявив що «цей візит є ще одним ланцюжком у ланцюзі порушень нейтралітету та недостовірної політики нейтралітету останніх років. Австрія як нейтральна держава має бути миротворцем і посередником, а не стороною війни».

### COVID-19
Виступав на акціях протесту проти карантинних обмежень пандемії COVID-19 в Австрії, які характеризував як «гру влади» «нагорі тими, [хто] хоче домінувати над нами». Виступав проти вакцинації проти COVID-19, описуючи кампанію в Ізраїлі як «апартеїд охорони здоров'я». Не підтримував протипандемічні заходи, які порівнювали з Голокостом, і заперечував, що применшував злочини нацистського режиму.
У квітні 2021 року озвучив відмову носити маску у Національрат після отримання мандату. Це правило — частина внутрішнього розпорядку, а не регламент парламенту, покарання за її недотримання не передбачається. Кікль сказав, тому не зобов'язаний це робити, як під час покупок. Він сказав, що він «не з тих лицемірів, які одягають маску, а потім викидають усі заходи безпеки за борт».

## Особисте життя
Одружений. Дружина юристка. Виховують сина.